# Off the Wall (dal)
Az Off the Wall Michael Jackson amerikai énekes harmadik kislemeze az áttörést meghozó ötödik szólóalbumáról, az Off the Wallról. Rod Temperton szerezte. 1980. február 2-án jelent meg, és a Billboard popslágerlistáján a 10., a soulslágerlistán az 5. helyig jutott. Ez lett Jackson harmadik top 10 kislemeze az albumról (az Off the Wallról összesen négy top 10 kislemez született, ez egy albumról Jacksonnak sikerült először). A dal arról szól, hogy hagyjuk magunk mögött a gondokat és csak érezzük jól magunkat.
Michael Jackson előadta a dalt a The Jacksons Destiny, Triumph és Victory turnéján, valamint szólóturnéin, a Bad és HIStory turnékon, de utóbbiakon csak az Off the Wall-egyveleg részeként.
Mariah Carey felhasznált belőle egy részletet I’m That Chick című számához, amely 2008-ban megjelent E=MC² című albumán hallható.

## Dallista
7" kislemez (Európa) (EPC 8045)
1. Off the Wall (Remix) – 4:01
2. Workin’ Day and Night – 5:10

7" kislemez (USA) (9-50838)
1. Off the Wall (7" Remix) – 3:47
2. Get on the Floor – 4:38

## Hivatalos változatok
1. Album Version – 4:05
2. 7" Remix – 3:47
3. Remix – 4:01 (az amerikai és japán változaton a hossza 3:47)
4. Edit – 3:46 (ez szerepel az Essential Collection albumon; az albumváltozat rövidített, a végén hamarabb elhalkuló változata)
5. Junior Vasquez Mix – 5:13

## Közreműködők
- Zeneszerző: Rod Temperton
- Producer: Quincy Jones
- Ének és vokálok: Michael Jackson
- Basszusgitár: Louis Johnson
- Dobok: John Robinson
- Gitár: David Williams and Marlo Henderson
- Elektromos zongora és szintetizátor: Greg Phillinganes
- Szintetizátorprogram: Michael Boddicker
- Szintetizátor és program: George Duke
- Ütősök: Paulinho Da Costa
- Fúvósok: Jerry Hey és a The Seawind Horns:
  - Trombita és flugelhorn: Jerry Hey
  - Tenor-, altszaxofon és fuvola: Larry Williams
  - Bariton-, tenorszaxofon és fuvola: Kim Hutchcroft
  - Trombon: William Reichenbach
  - Trombita: Gary Grant
- Zenei elrendezés: Rod Temperton

## Helyezések
| Slágerlista (1980)              | Legmagasabb helyezés |
| ------------------------------- | -------------------- |
| Brit kislemezlista              | 7                    |
| USA Billboard Hot 100           | 10                   |
| USA Billboard Hot R&B Singles   | 5                    |
| Slágerlista (2009)              | Legmagasabb helyezés |
| Brit kislemezlista              | 73                   |
| USA Billboard Hot Digital Songs | 51                   |